# 金平香草
金平香草（学名：Lysimachia physaloides）是报春花科珍珠菜属的植物，为中国的特有植物。分布于中国大陆的云南等地，生长于海拔1,300米的地区，多生于水边阴湿地，目前尚未由人工引种栽培。